# Kongoormörn
Kongoormörn (Dryotriorchis spectabilis) är en fågel i familjen hökar inom ordningen hökfåglar.

## Utseende och läte
Kongoormörnen är en storhövdad men medelstor örn. Inom sitt utbredningsområde är den unik med sin långa tvärbandade stjärt, bruna rygg med rostfärgad nackkrage, vita bröst och tvärbandade flanker. Västliga populationer har vit strupe, östliga svartfläckig strupe. Den hörs ofta, uttrande en lång serie med "HOW, how, HOW, how", påminnande om en näshornsfågel. Arten påträffas i samma område som skogsörnen, men denna är mindre, med en svart linje nerför strupen och verkar än mer storhövdad.

## Utbredning och systematik
Kongoormörn delas in i två underarter med följande utbredning:
- Dryotriorchis spectabilis spectabilis – förekommer från Sierra Leone och Liberia till norra Kamerun
- Dryotriorchis spectabilis batesi – förekommer från södra Kamerun till södra Sudan, centrala Demokratiska republiken Kongo och nordvästra Angola

Arten inkluderas ofta i Circaetus.

## Levnadssätt
Kongoormörnen hittas i skogsområden och kan påträffas på alla nivåer, från trädtaket till marken. Födan består som namnet avslöjar av ormar.

## Status och hot
Arten har ett stort utbredningsområde och en stor population, men tros minska i antal, dock inte tillräckligt kraftigt för att den ska betraktas som hotad. IUCN kategoriserar därför arten som livskraftig (LC).